# Абдрахманово (Сармановский район)
Абдрахма́ново — деревня в Сармановском районе Республики Татарстан. Входит в состав городского поселения посёлок городского типа Джалиль.

## География
Посёлок расположен в верховье реки Урсала, в 27 километрах к югу от села Сарманово.

## История
Основан в 1924 — 1925 годах. Входил в состав Кармалинской волости Челнинского кантона Татарской АССР. С 10 августа 1930 года в Сармановском районе.

## Население
| 1926 | 1938 | 1949 | 1958 | 1970 | 1979 | 1989 | 2000     |
| ---- | ---- | ---- | ---- | ---- | ---- | ---- | -------- |
| 34   | 101  | 83   | 51   | 41   | 27   | 5    | менее 10 |